# Диракова нотација
Диракова нотација (такође бра-кет или бра и кет нотација) је у физици стандардна математичка нотација за запис вектора (квантних стања), линеарних функционала и осталих сличних објеката из линеарне алгебре и теорије векторских простора.
Израз бра-кет или бра и кет потиче од енглеске речи bracket (заграда) и односи се на чињеницу да скаларни производ вектора x и y у овој нотацији има облик {\displaystyle \langle x|y\rangle }. Вектор {\displaystyle \langle x|} се назива бра, а вектор {\displaystyle |y\rangle } кет. Овакву конвенцију је у квантну механику увео Пол Дирак, по коме је и добила име.

## Дефиниција
У основи Диракове нотације стоји Ријес—Фрешеова теорема. За сваки вектор x из унитарног векторског простора V постоји њему дуалан вектор из дуалног простора V*. У једном базису вектор x је репрезентован бројном колоном из простора {\displaystyle \mathbb {F} ^{n}}, њему дуалан вектор {\displaystyle x^{\dagger }} је репрезентован врстом {\displaystyle \mathbb {F} ^{1n}} чији су елементи комплексно конјуговане вредности из колоне вектора x. У случају оператора, ситуација је слична — у истом базису међусобно дуални оператори, A из {\displaystyle {\mathcal {L}}(V,V)} и A* из {\displaystyle {\mathcal {L}}(V^{*},V^{*})} репрезентују се адјунованим матрицама {\displaystyle {\mathcal {A}}} и {\displaystyle {\mathcal {A}}^{\dagger }}.
У Дираковој нотацији, вектор из V је кет вектор {\displaystyle |x\rangle }, док је његов дуални вектор из V* бра вектор {\displaystyle \langle x|}.